# Schwentinesee
Als Schwentinesee wird die seenartige Erweiterung der Schwentine zwischen dem Kleinen Plöner See und dem Kronsee in der Holsteinischen Schweiz bezeichnet. Das Gewässer liegt auf dem Gebiet der Gemeinde Dörnick, hat eine Fläche von 63 ha, eine maximale Tiefe von 10,9 Metern und eine Uferlänge von 6,29 km.